# Kâak warka
Le kâak warka (arabe : كعك الورقة) est une pâtisserie tunisienne à base de farine, de sucre glace, de beurre et d'amandes en poudre, auquel peut être ajouté de l'eau florale, le plus souvent de l'eau de rose, de l'eau de géranium rosat ou de l'eau d'églantine, une spécialité de la ville de Zaghouan.
Comme tous les autres ka‘ak, le kâak warka est généralement présenté en forme d'anneaux.

## Histoire et origine du nom
Cette pâtisserie qui demande du temps et de la minutie aurait été popularisée dans les cuisines au service du souverain pendant l'époque beylicale. Une légende fait cependant remonter son existence aux Andalous qui auraient utilisé les gâteaux pour faire transiter clandestinement de l'or caché à l'intérieur.
Toute la difficulté pour élaborer cette pâtisserie de luxe consiste à travailler la pâte qui entoure l'anneau central de farce de poudre d'amande pour qu'elle devienne uniformément lisse, fine et très blanche comme une feuille de papier (warka en arabe), ce qui donne son nom à la spécialité.

## Technique de préparation
Même s'il est possible d'utiliser tous types de farines de blé blanche, la plupart des kâak warka sont confectionnés en utilisant une farine spéciale, extra blanche et à grain très fin.
Le beurre est fondu à feu doux et clarifié (d'autres recettes souvent plus anciennes utilisent du smen à la place du beurre) et incorporé à la farine et au sel, auxquels on ajoute l'eau florale. De l'eau chaude est ajoutée à la pâte (40 à 200 millilitres par kilo de farine). La pâte ferme obtenue est pétrie longuement à la main. Pour faciliter l'opération, la pâte est trempée deux à trois secondes dans de l'eau chaude et pétrie à nouveau jusqu'à ce qu'elle devienne lisse et souple. Laisser reposer la pâte une heure permet de faciliter les opérations suivantes. Après le repos, la pâte est étalée très finement au rouleau ou avec une machine à lasagnes, pour une épaisseur ne dépassant pas 0,5 millimètre.
La farce constituée de poudre d'amande, de sucre glace et d'un peu d'eau florale est posée sous forme de bâtonnet sur la pâte fine comme une feuille, qu'on enroule trois fois autour du bâtonnet de farce.
Les boudins formés sont scellés en petits anneaux et mis au four doux. Ils doivent rester blancs après cuisson,,.